# ローグライクゲーム
ローグライクゲーム（英: Roguelike）は、『ローグ』と同様の特徴を持っているコンピュータRPGの総称である。プレイするたびにマップやダンジョンが新たに作られる等の特徴を持つ。
ローグライクゲームでは伝統的にすべての情報を文字で表示するが（テキストユーザインタフェース）、オプションでキャラクターや地形などの情報をグラフィカルに表示できるものもある。また、チュンソフトが制作している『不思議のダンジョンシリーズ』などのコンシューマー用のローグライクゲームでは、グラフィック表示が標準になっている。

## 特徴
ここではローグライクゲームを特徴付ける要素群を説明する。ただし、ローグライクゲームの全てが以下の要素を兼ね備えているわけではなく、同じ要素でもゲームごとに目指す方向性により、様々なアレンジが加えられている。

### 文字による情報表示
伝統的に主人公は「@」記号で表され、他のキャラクター（敵モンスターなど）はアルファベットで表される。ローグでは大文字のアルファベットしか使用されていなかったが、最近のローグライクゲームでは大文字と小文字で異なるモンスターを表していることも多い。例えばイヌ（dog）は小文字の「d」で表され、ドラゴンを大文字の「D」で表されるなどである。さらに文字の色を変えることによって異なるモンスターを表すこともある。例えば、レッド・ドラゴンは赤い文字の「D」で表され、ブルー・ドラゴンは青い文字の「D」で表されるなどである。ダンジョンの地形やアイテムなどはASCIIに含まれる他の記号が用いられる。以下は典型的な例である。
| ------ \|....\| ############ # 通路 \|....\| # . 明るい場所 \|.$..+######## # $ 財宝 \|....\| # ---+--- + ドア ------ # \|.....\| # \|.!...\| ! 魔法の薬 # \|.....\| # \|..@..\| @ 冒険者 ---- # \|.....\| ..\| #######+..D..\| D ドラゴン \|<.+### # \|.....\| < 上り階段 ---- # \|.?...\| ? 魔法の巻物 ###### ------- |

### 文字によるコマンド入力
主人公は1文字や2文字程度の短いキーコマンドで操作され、マウスオペレーティングや、テキストアドベンチャーのような長い文章からなるコマンドが操作に用いられることは少ない。こうしたコマンドは覚えやすくするために、英単語の最初の文字が使用されていることが多い。例えば、NetHackではプレイヤーは"r"を押すことによって巻物を読み（read）、"d"でアイテムを落とし（drop）、"q"で薬を飲む（quaff）。キー数の少ないコンシューマーや、それの影響を受けたタイトルでは一般的なRPGのような行動メニューからの行動選択が出来ることが多い。

### ランダム生成ダンジョン

ダンジョンのランダム生成

ローグライクゲームではダンジョンは一般的にランダムに生成される。これにより、ゲームをするたびに同じダンジョンが使用されるゲームに比べてリプレイ性に優れている。多くのゲームで固定の階も使用されており、一般的にこうした階は特別な場所を表すために用いられている。魔法のアイテムを始めとした各種アイテムの見かけ（未識別時の名称）もゲームごとに変化し、一度使用してみるまでは種類が分からないものが多い。ランダム仕様についてローグの作者は、総ての内容を知っている自分自身も楽しめる様にするために考えたと語っている。

### ターン制の戦闘システム
一般的にローグライクゲームはターン制の戦闘システムを用いており、プレイヤーが行動しない限りゲーム内の時間は経過しない。リアルタイム制のゲームはほとんどない。

### シングルプレイヤーゲーム
ほとんどのローグライクゲームはシングルプレイヤーゲームで、操作するキャラクターも1人だけである。これは伝統によるところが大きいが、ターン制のシステムをマルチプレイヤーや複数のキャラクターをサポートするように拡張することが難しいことも理由の一つである。しかし、MAngband や Crossfire など、マルチプレイヤーのローグライクゲームも存在し、これらはオンラインで遊ぶことができる。

### 恒久的な死（パーマデス）
伝統的にローグライクゲームでは「死んだらおしまい」である。キャラクターが死ぬと、プレイヤーはゲームを最初からやり直さなければならない。セーブする機能はあるが、それはゲームを中断するために提供されている機能であり、キャラクターが死んだ場合には、セーブファイルは削除されるか、死んだとマークされる。「死亡」という表現の他に「戦闘不能になる」「入り口に戻される」などの設定が用いられることもあるが、ゲームオーバー時に最初からやり直しになるという意味では同義である。コンピュータの技術さえあればこの機能を回避して死ぬ直前のセーブファイルから再開することは可能であるが、多くのプレイヤーがこれを不誠実な（あるいは不正な）行為と見なしている。ゲームによっては死亡することなく遊ぶことができる「ウィザードモード」（チート機能）を提供しているものも存在するが、これは主にデバッグのためであり、こうした手段を使用してゲームに勝利しても正当な勝利とは見なされない。

### スコアランキング
キャラクターが死ぬと、所持金やそれまでの行動に応じてスコアが計算され、死亡した階層や死因（通常は止めを刺したモンスターとその方法）と共に記録される。ゲームによっては、インターネット上にプレイサーバやスコアサーバを設置し、他のプレイヤーとスコアを競うことができるものもある。ウィザードモードではスコアが記録されない。

### 食糧問題
ローグライクゲームでは食糧も重要な要素であり、キャラクターは定期的に食事をとらないと餓死してしまう（あるいは空腹時に体力や攻撃力などが減るなど大幅に不利になるペナルティがある）。食糧の獲得方法は、ダンジョンでランダムに生成される食糧を拾う必要があるものから、店で簡単に購入できるものまで、入手しやすさも含めてゲームごとに様々である。倒したモンスターの死体を食べることができるゲームもあり、その場合モンスターの種類により様々な（プラス効果から致命的な効果を及ぼすものまで）効果が付与されている場合が多い。

### ベルリン解釈（Berlin Interpretation）
「International Roguelike Development Conference 2008」において議論された、ローグライクの持つ要素。
厳密な定義ではなく、いくつかの要素を無視しても構わない。

#### 価値の高い要素（high value factor）
- ランダムな環境生成 - マップ構造やアイテム配置がランダムで、リプレイ性が高い。
- 恒久的な死（パーマデス） - 一度死んでしまえば最初からやり直しになる。ランダムな環境生成と合わさることでゲームが面白くなる。
- ターン制 - 一つのコマンドが一つの動作に対応する。じっくりと考えながらプレイできる。
- グリッドベース - ゲーム世界がタイル（マス目）で構成されている。
- ノンモーダル - 移動も戦闘も一つの画面で完結しており、画面変遷を伴わない。AngbandやCrawlの「店」等、しばしば無視される。
- 複雑さ - 豊富なアイテムやモンスターが用意されており、ゲームの解法が一つではない
- リソース管理 - 限られたリソース（食料やポーション）を管理し、その用途を考える。
- ハックアンドスラッシュ - 多くのモンスターを次々に倒していく。
- 探索と発見 - マップを慎重に調査し、未知のアイテムの使用法を発見する。

#### 価値の低い要素（low value factor）
- 1人のプレイヤーキャラクター - プレイヤーは1人のキャラクターのみを操作し、そのキャラクターの死をもってゲームオーバーとなる。
- プレイヤーに似たモンスター - プレイヤーとモンスターに同じルールを適用する。モンスターもアイテムや装備を持ち、魔法を使う。
- 戦術的な挑戦 - ゲームの難易度が高く、何度もプレイすることで戦術を学び、プレイヤー自身が成長していく。
- ASCII表示 - ASCII文字によるタイル表示。
- ダンジョン - 部屋と通路で構成されたダンジョンを含む。
- 数値 - ヒットポイント等の数値が明示されている。

## 歴史
ローグは日本国内においては同じくコンピュータRPG黎明期のウィザードリィやウルティマと比べマイナーなゲームだったものの（ただしアスキーネットではチャット以外のコンテンツとしてローグのスコアアタックを売りにしていた）、日本において国民的RPGのドラゴンクエストシリーズのキャラクターと設定、グラフィックを用い、コンシューマでもプレイし易いようにアレンジされた『トルネコの大冒険 不思議のダンジョン』が1993年に発売された後は一気に認知度が上がった。また、ファイナルファンタジーシリーズのキャラクターと設定を用いた『チョコボの不思議なダンジョン』は100万本のセールスを記録することとなった。そのため、コンシューマゲームが非常に一般的で、古来のPCゲームが認知されていない日本においては「不思議のダンジョン」シリーズの方が一般的に知られているために、コンシューマゲームユーザー層への表現として、ローグライクゲームを指して「不思議のダンジョン」系ゲームと呼ばれることがある。
2000年代以降は『変愚蛮怒』『GearHead』『Elona』といったフリーソフトのローグライクゲームがネットユーザーの間で人気を博しており、「＠」がローグライクゲーム主人公の通称として認識されることも多い。

## 派生ジャンル
2010年代後半に『Slay the Spire』が登場し、このゲームのヒットによってデッキ構築型ローグライクやデッキ構築型ローグライトが流行していった。

## ローグライクゲームの例

### Rogueシリーズ
「ローグライクゲーム」の元となった『Rogue』の派生シリーズ。全てPC用ゲーム。
- Rogue（1980年） 
  - Rogue Clone - 諸事情によりオリジナルのRogueとは別に、最初から作り直したもの。オリジナルのアイテムがいくつか存在せず、暗い部屋が登場しない。また、戦闘のバランスも異なっている。
  - Hack（en:Hack (Unix video game)）（1982年） - Jay Fenlasonらによって制作された。
    - AB Hack（1984年） 
      - NetHack - Hackの改良版。メールやネットニュースなどネットを使って改良されたのでNetHackの名がついた。ローグから続くローグライクゲームの雄。日本語版あり。
        - NetHack the Next Generation（NetHack TNG） - NetHack 3.2 がなかなかリリースされなかったため、有志によりNetHack 3.1 を元に制作された。日本語版あり。
        - Vulture's Eye - NetHack をクォータービューのグラフィカル表示とし、マウスオペレーションなどを追加したもの。
        - Slash - NetHack 3.2 から派生。日本語版あり。
          - Slash'EM（Super Lots of Added Stuff Hack - Extended Magic） - NetHackのヴァリアント。日本語版あり。
          - Vulture's Claw - Slash'EM をクォータービューのグラフィカル表示とし、マウスオペレーションなどを追加したもの。
            - noeGNUd（2003年）

  - Castle of the Winds（CotW）（1989年） - Rick Saada制作。プラットホームはWindows 3.x。ローグライクゲームは通常キーボード操作だが、マウス操作メインのゲームだった。最初はシェアウェアとしてリリースされたが後に実行ファイルのみ無料で配布されるようになった。作者であるRick Saadaのページでダウンロードできる。

### Moriaシリーズ
『Moria』の派生シリーズ。全てPC用ゲーム。
- Moria（1983年） - J・R・R・トールキンの『指輪物語』に基づいたローグライクゲーム。
  - Angband（1991年） - 日本語版あり。
    - ZAngband（1994年） - Angbandのヴァリアント。小説家ロジャー・ゼラズニイの「真世界アンバー」シリーズの世界設定が多分に要素として追加されている。日本語版あり。
    - ToME（1998年） - Tales of Middle EarthもしくはTroubles of Middle Earth。ZAngbandのヴァリアント。ToMEでの独自追加要素はより『指輪物語』の世界設定が重視された内容となっている。シリーズ最新作は日本語に公式対応。
    - 変愚蛮怒（2000年） - 国産タイトル。
    - MAngband（2000年） - マルチプレイヤー対応。はリアルタイム制。日本語版あり。
    - TOband - 国産タイトル。変愚蛮怒をタクティクスオウガ風にアレンジしたヴァリアント。

### 不思議のダンジョンシリーズ
スパイク・チュンソフトおよび同社の前身であるチュンソフトが開発もしくはタイトル使用許諾を実施したシリーズ。

#### トルネコの大冒険シリーズ
『ドラゴンクエスト』シリーズのキャラクターを用いた作品。販売は2以降旧エニックスおよびスクウェア・エニックス。
- 『トルネコの大冒険』シリーズ
  - トルネコの大冒険
    - 『トルネコの大冒険 不思議のダンジョン』（1993年、SFC）

  - トルネコの大冒険2
    - 『ドラゴンクエストキャラクターズ トルネコの大冒険2 不思議のダンジョン』（1999年、PS）
    - 『ドラゴンクエストキャラクターズ トルネコの大冒険2アドバンス 不思議のダンジョン』（2001年、GBA）

  - トルネコの大冒険3
    - 『ドラゴンクエストキャラクターズ トルネコの大冒険3 不思議のダンジョン』（2002年、PS2）
    - 『ドラゴンクエストキャラクターズ トルネコの大冒険3アドバンス 不思議のダンジョン』（2004年、GBA）
- 番外編
  - 『ドラゴンクエスト 少年ヤンガスと不思議のダンジョン』（開発元：キャビア、2006年、PS2）

#### 風来のシレンシリーズ
スパイク・チュンソフト独自の『風来のシレン』シリーズ。
- 本編作品
  - 風来のシレン
    - 『不思議のダンジョン2 風来のシレン』（1995年、SFC）
    - 『不思議のダンジョン 風来のシレンDS』（2006年、DS）
    - 『不思議のダンジョン 風来のシレン』（2019年、Android・iOS）

  - 風来のシレン2 鬼襲来!シレン城!
    - 『不思議のダンジョン 風来のシレン2 鬼襲来!シレン城!』（2000年、N64）

  - 風来のシレン3 からくり屋敷の眠り姫
    - 『不思議のダンジョン 風来のシレン3 からくり屋敷の眠り姫』（2008年、Wii）
    - 『不思議のダンジョン 風来のシレン3 ポータブル』（2010年、PSP）

  - 風来のシレン4 神の眼と悪魔のヘソ
    - 『不思議のダンジョン 風来のシレン4 神の眼と悪魔のヘソ』（2010年、DS）
    - 『不思議のダンジョン 風来のシレン4 plus 神の眼と悪魔のヘソ』（2012年、PSP）

  - 風来のシレン5 フォーチュンタワーと運命のダイス
    - 『不思議のダンジョン 風来のシレン5 フォーチュンタワーと運命のダイス』（2010年、DS）
    - 『不思議のダンジョン 風来のシレン5 plus フォーチュンタワーと運命のダイス』（2015年、PS Vita）
    - 『不思議のダンジョン 風来のシレン5 plus フォーチュンタワーと運命のダイス』（2020年、Switch・Steam）

  - 風来のシレン6 とぐろ島探検録
    - 『不思議のダンジョン 風来のシレン6 とぐろ島探検録』（2024年、Switch・Steam）

- その他
  - 風来のシレンGB 月影村の怪物
    - 『不思議のダンジョン 風来のシレンGB 月影村の怪物』（1996年、GB）
    - 『不思議のダンジョン 風来のシレン 月影村の怪物』（1999年、Win）
    - 『不思議のダンジョン 風来のシレン 月影村の怪物 インターネット版』（2002年、Win）

  - 風来のシレンGB2 砂漠の魔城
    - 『不思議のダンジョン 風来のシレンGB2 砂漠の魔城』（2001年、GBC）
    - 『不思議のダンジョン 風来のシレンDS2 砂漠の魔城』（2008年、DS）

- 外伝作品
  - 風来のシレン外伝 女剣士アスカ見参!
    - 『不思議のダンジョン 風来のシレン外伝 女剣士アスカ見参!』（2002年、DC）
    - 『不思議のダンジョン 風来のシレン外伝「女剣士アスカ見参!」 for Windows』（2002年、Win）

#### チョコボの不思議なダンジョンシリーズ
『ファイナルファンタジー』シリーズのキャラクターであるチョコボを主役に据えたシリーズ。第一作に関しては洞窟でセーブができる、純粋なターン制ではない等の特徴によりローグライクとは言い難い面もある。
- チョコボの不思議なダンジョン
  - 『チョコボの不思議なダンジョン』（1997年、PS）
  - 『チョコボの不思議なダンジョン for ワンダースワン』（1999年、WS）
- チョコボの不思議なダンジョン2
  - 『チョコボの不思議なダンジョン2』（1998年、PS）
- チョコボの不思議なダンジョン 時忘れの迷宮
  - 『チョコボの不思議なダンジョン 時忘れの迷宮』（2007年、Wii）
  - 『シドとチョコボの不思議なダンジョン 時忘れの迷宮DS+』（2008年、DS）
  - 『チョコボの不思議なダンジョン エブリバディ!』（2019年、Switch・PS4）

#### ポケモン不思議のダンジョンシリーズ
『ポケットモンスター』シリーズのキャラクターであるポケモンたちを主役に据えたシリーズ。
- ポケモン不思議のダンジョン 青の救助隊・赤の救助隊（2005年、DS・GBA）
  - ポケモン不思議のダンジョン 救助隊DX（2020年、Switch）
- ポケモン不思議のダンジョン 時の探検隊・闇の探検隊（2007年、DS）
  - ポケモン不思議のダンジョン 空の探検隊（2009年、DS）
- ポケモン不思議のダンジョン すすめ!炎の冒険団・いくぞ!嵐の冒険団・めざせ!光の冒険団（2009年、Wiiウェア）
- ポケモン不思議のダンジョン マグナゲートと∞迷宮（2012年、3DS）
- ポケモン超不思議のダンジョン（2015年、3DS）

#### 世界樹と不思議のダンジョンシリーズ
『世界樹の迷宮』シリーズとのコラボ作品。
- 世界樹と不思議のダンジョン（2015年、3DS）
- 世界樹と不思議のダンジョン2（2017年、3DS）

#### 魔物娘と不思議な冒険シリーズ
NEKOTOKAGE GAMES開発の『魔物娘と不思議な冒険』シリーズ。
- 『魔物娘と不思議な冒険～力の宝珠と帰還の塔～』（2020年、Switch）
- 『魔物娘と不思議な冒険2～2人の王と紡がれし約束～』（2023年、Switch）

#### その他
- 機動戦士ガンダム 不思議のダンジョン（2004年、携帯アプリ）
- ザ・ナイトメア・オブ・ドルアーガ 不思議のダンジョン（2004年、PS2）
- 不思議のクロニクル 振リ返リマセン勝ツマデハ（2015年、PS4・PS Vita）

### オメガラビリンスシリーズ
ディースリー・パブリッシャーによるお色気要素の強いローグライクRPG。
- オメガラビリンス（2015年、PS Vita）
- オメガラビリンスZ（2017年、PS4・PS Vita）
- オメガラビリンス ライフ（2019年、Switch・Steam）
  - ラビリンスライフ（2019年、PS4） - 人前で遊べる『実家』バージョン[5]。

### void tRrLM(); //ボイド・テラリウムシリーズ
日本一ソフトウェアによる終末世界を題材としたローグライクRPG。
- 『void tRrLM(); //ボイド・テラリウム』（2020年、PS4）
- 『void* tRrLM2(); //ボイド・テラリウム2』（2022年、PS4・Switch）

### クリプト・オブ・ネクロダンサー
「Brace Yourself Games」によるリズムアクションゲーム要素を取り入れたローグライクゲーム。
- クリプト・オブ・ネクロダンサー（2015年、Steam）
  - クリプト・オブ・ネクロダンサー（2016年、PS4・PS Vita・Xbox One・Switch） - 家庭用版。カスタムミュージック機能は廃止された。Switch版にはSteam版の追加DLCである「AMPLIFIED」が同梱されている。
  - クリプト・オブ・ネクロダンサー ポケットエディション（2016年、iOS）- 家庭用版と異なりカスタムミュージック機能がある。
- ケイデンス・オブ・ハイラル: クリプト・オブ・ネクロダンサー feat. ゼルダの伝説（2019年、Switch） - ゼルダの伝説シリーズとのクロスオーバー作品。

### 不思議の幻想郷シリーズ
同人サークル「AQUA STYLE」による東方Project二次創作ローグライクゲーム。ここではコンシューマーゲームのみ記載。
- 不思議の幻想郷 -THE TOWER OF DESIRE-（2015年、PS Vita）
- 不思議の幻想郷TOD -RELOADED-（2016年、PS4・PS Vita・Switch・Steam）
- 不思議の幻想郷 -ロータスラビリンス-（2019年、PS4・Switch）

### その他

#### マルチプラットフォーム
- HADES（2020年、Win・MacOS・Switch・PS4・PS5・Xbox One・XboxS X/S・iOS）

#### PC用ソフト
★はアダルトゲーム。
- オメガ - 日本語版あり。
- WinROGUE（1997年）
- MasterBlaze
- Dungeon Crawl（1997年） - Linley Henzell制作。信仰システムや実在生物のモンスター、死亡キャラが亡霊として出現するなど、独特のシステムが多い。日本語版あり。
  - Dungeon Crawl Stone Soup - Dungeon Crawlのヴァリアント。信仰神やユニーク、特殊Vaultが追加され、操作性も向上している。
- Triangle Wizard - 戦闘はリアルタイム制だが、敵は文字表示である。
- ADOM
- IVAN (Iter Vehemens ad Necem)
- ファーランドオデッセイ 伝説を継ぐ者（1999年） - TGL制作。
- GearHead - 自由な改造の可能な巨大ロボットでの戦闘と巨大ロボットから降りた人間状態の2つの要素のあるゲーム。日本語版あり。
- Dwarf Fortress - フラクタルアルゴリズム、自然環境の変化、地理の侵食、時間、物理エンジン搭載等の特徴。テキストはコードページ437。
- Elona - 国産タイトル。操作などはローグライクだが、明確な最終目標が無く、ランダムクエストやランダム発生のダンジョンなどが充実しており、ゲーム性はやりこみタイプのハックアンドスラッシュの要素が強い。また、死亡しても復活可能（いくつかのペナルティは受ける）。
- クムドールの塔シリーズ - Flashゲーム。
- 不可思議なダンジョンシリーズ - 不思議のダンジョン（トルネコ・シレン）系統。作者KINA（日本人）。対応OS：Windows XP/2000/98/95。動作にはVB 6.0ランタイムが必要。不測の事態により強制終了してしまった場合に備えて、自動バックアップ機能が用意されているのがこの種のPC用ゲームとしては珍しい。またデータの改竄・バックアップ対策も他のタイトルに比べ強固になっている。
- 片道勇者 - SmokingWOLF制作のフリーゲーム。
- だんえたシリーズ
- メイデンスノウの妖怪大魔境 - フリーゲーム。
- プリンセスメモリー（2000年4月7日）★ - カクテル・ソフト制作。感情をアイテムとして集める。ダンジョンでアイテムを拾うと、それによって少しずつヒロインが感情を取り戻すというシナリオ。斜め移動や食糧の概念がないなど、ローグとはかなりシステムが異なるとの情報あり。
- 夢幻の迷宮シリーズ★ - ソフトウェアハウスぱせり制作。不思議のダンジョン（トルネコ・シレン）系統。1回のプレイ時間は2〜3時間程度。
  - デザートタイム 夢幻の迷宮（1998年12月11日）
  - ファントムナイト 〜夢幻の迷宮II〜（2000年4月28日）
  - 夢幻の迷宮3 TYPE S（2003年5月30日）
- 迷宮無頼漢★
- らぶ+らび★ - 全体的な雰囲気、要素としてはNetHack系の影響が強い。街に戻ることが可能であるなど大きく異なる点が特徴。
- 神楽道中記★
- 七不思議 -七瀬と不思議の漢女道-
- Antipaint

#### 据え置きゲーム機用ソフト

##### PlayStation
- トレジャーギア（1997年）
- アザーライフ アザードリームス（1997年）
- SIMPLE1500シリーズ Vol.28 THE ダンジョンRPG（2000年）
- ハンター×ハンター ～幻のグリードアイランド～（2000年）
- ドラえもん3 魔界のダンジョン（2000年）

##### PlayStation 2
- SIMPLE2000シリーズ Vol.20 THE ダンジョンRPG 忍 ～魔物の棲む城～（2002年）
- 魔界転生（2003年）
- ローグ ハーツ ダンジョン（2007年）

##### PlayStation 3
- 神様と運命革命のパラドクス（2013年）
- 神様と運命覚醒のクロステーゼ（2014年）

##### PlayStation 4
- ゆらぎ荘の幽奈さん湯けむり迷宮（2018年）

##### セガサターン
- わくわくぷよぷよダンジョン（1998年）

- バロック（1998年） - リアルタイム性のアクションRPGにアレンジ。

#### 携帯ゲーム機用ソフト

##### ゲームボーイ
- カーブノア（1991年）

##### ゲームボーイアドバンス
- パワポケダッシュ（2006年） - 裏サクセス「地獄ダンジョン編」

##### ニンテンドーDS
- 降魔霊符伝イヅナ（2006年）
- パワプロクンポケット10（2007年） - 裏サクセス「装甲車バトルディッガー編」
- 降魔霊符伝イヅナ 弐（2007年）
- ドラマチックダンジョン サクラ大戦 〜君あるがため〜（2008年）
- ダンジョン オブ ウインダリア（2008年）

##### ニンテンドー3DS
- 不思議の国のラビリンス（2016年）

##### PlayStation Portable
- 絶対ヒーロー改造計画（2010年）
- バクマツ☆維新伝（2010年） - アクワイア制作。PlayStation Store配信ソフト。基本無料、アイテム課金。

##### PlayStation Vita
- 〜聖魔導物語〜（2013年）

##### ゲームギア
- ドラゴンクリスタル ツラニの迷宮（1990年）

##### 携帯電話
- Jack's くえすと 悪魔お助け隊（2004年）
- Wizrogue 〜Labyrinth of Wizardry〜（2014年） - Steam版もあり。

#### メダルゲーム
- モンスターゲート（2001年）、エターナルナイツ（2007年）、エルドラクラウン（2017年）シリーズ - 食糧の概念はない。罠も最初から見えている。

## ローグおよびローグライクの影響を受けたタイトル
- ディアブロ - ローグのリプレイ性にアクション性のある戦闘システムを組み込んだアクションRPG。企画初期では典型的なローグライクを作るべくターン制の戦闘システムで構想されていたが、様々な改良を施すことでローグライトなゲームに仕上がった。ディアブロ2は2000年代のオンラインゲームの礎となった作品で、後にコレに影響されたと見られるオンラインゲームが多く作られ、ディアブロのゲームデザインおよびゲームシステムに酷似したゲームを『Diablo clone[6]』や『Diablo like』と呼ぶ。
- HellGate: London
- エストポリス伝記シリーズ - ローグライクではないオーソドックスな国産RPGであるが、『II』や『外伝』の作中に「いにしえの洞窟」という不思議のダンジョンに影響を受けたダンジョンが存在する。ただし、該当のダンジョン内でも基本システムは通常と変わらないため、ローグライクとは言い難い。
- BUSHI青龍伝〜二人の勇者〜 - アクションRPGと融合している。食糧の概念はない。
- CODED ARMS（日本産） - FPS。食糧の概念はない。マップは自動生成される。コンティニューが可能。
- ファイナルファンタジーX-2 インターナショナル+ラストミッション - ミニゲームの「ラストミッション」がそれである。
- ファイアーエムブレム 聖魔の光石 - 「エクストラマップ」はローグライクゲームに似ているともいえる。
- ポポローグ - ポポロクロイスの続編。プラットホームはPlayStation。「ポポロクロイス物語」より2年後、夢幻世界を舞台に繰り広げられるピエトロ王子の物語。夢幻フィールドはランダム構造。パーティを組む傭兵システムを持つ。ストーリーよりも長大なダンジョンの攻略に重点が置かれている。
- FRONT MISSION5 Scars of the War - ミニゲームの「サバイバルシミュレーター」がそれにあたる。
- スナックワールド トレジャラーズ、妖怪ウォッチバスターズ2 - いずれもアクションRPG。食糧の概念はなし、ダンジョンは自動生成。最終地点のボスキャラクターを倒すハックアンドスラッシュに特化。

## ローグライクに関連した用語
ローグライト（Rogue-Lite）
ローグライクの要素を持ちつつ、厳密にはローグライクではないものをこう呼ぶ場合がある。
ローグヴァニア
メトロイドヴァニアとしてのサイドビュー探索型アクションにローグライクのランダム生成要素を足したジャンルとされる。
ビルド
ゲーム開始からゲームオーバーまでのひとつの周回となる一貫した環境のこと。
ラン
同一ビルドをプレイすること。
メタプログレッション
ビルドを跨いで持ち越せるレベルアップやアイテム、アンロックなどの恒久的変化がある方式のこと。
パーマデス
一度ゲームオーバーになるとすべてがリセットされる方式のこと。